# Guglielmo Raimondo IV Moncada
Guglielmo Raimondo Moncada d'Aragona, conte di Caltanissetta (... – Ciminna, 26 aprile 1465), è stato un nobile, politico e militare italiano del XV secolo.

## Biografia
Nacque da Matteo, conte di Caltanissetta e da Contissella d'Aragona Embriaco dei signori di Cammarata, di cui era il figlio primogenito. Alla morte del padre avvenuta nel 1423, gli succedette nel titolo di Conte di Caltanissetta, di cui ebbe investitura ufficiale il 21 aprile 1444.
Intraprese giovanissimo la carriera militare, e nel 1429 fu nominato presidente del Regno di Sicilia assieme a Niccolò Speciale, e da solo nel 1432. Il re Alfonso V d'Aragona lo nominò Gran cancelliere del Regno nel 1433, e poi Gran camerlengo. Nel 1435 fu al seguito delle armate del Re di Napoli, prese parte all'assedio di Gaeta e battaglia di Ponza, contro le armate della Repubblica di Genova, vinta da costoro e da cui venne fatto prigioniero. Per la sua successiva liberazione e degli altri prigionieri, Re Alfonso dovette pagare un ingente riscatto ai Genovesi.
Nel 1449, il Conte di Caltanissetta acquistò il Castello di Aci e il Castello di Augusta, successivamente rivenduti.
Nel 1453, poco più che cinquantenne, sposò la nobildonna Giovanna Ventimiglia, figlia di Giovanni, marchese di Geraci - che gli portò in dote la baronia di Ciminna ereditata dalla madre Isabella Ventimiglia, restituito agli stessi Ventimiglia nel 1479 - da cui non ebbe eredi.
Morto a Ciminna il 26 aprile 1465, ebbe un figlio naturale, Antonello, che non poté succedergli nel possesso dei suoi titoli e dei suoi feudi, poiché ancora in vita non riuscì a legittimarlo. Essendogli premorto il fratello minore Gastone nel 1455, gli succedette l'altro fratello Antonio, frate domenicano, che abbandonò l'abito religioso e fu investito del titolo di Conte di Caltanissetta.